# Blanche de Franța (1282–1305)
Blanche de Franța sau Blanca (n. 1278, Paris, Regatul Franței – d. 1 martie 1305, Viena, Ducatul Austriei⁠(d)), aparținând Dinastiei Capețienilor, a fost ducesă de Austria și de Stiria prin căsătoria cu ducele Rudolf al III-lea de Habsburg.

## Biografie
Blanche a fost fiica regelui Filip al III-lea al Franței (1245-1285) și a celei de-a doua soții Maria de Brabant (1254–1321). Ea a fost sora contelui Ludovic d'Évreux și a Margaretei, regina consort a Angliei (din 1299 până în 1307). De asemenea, ea a fost sora vitregă a lui Filip al IV-lea cel Frumos și a contelui Carol de Valois. 
Unul dintre obiectivele politicii matrimoniale duse de  regele romano-german Albert I a fost crearea unei legături dinastice cu familia regală franceză. După lungi negocieri care începuseră încă din 1295, fiul cel mare al lui Albert, Rudolf, s-a căsătorit pe 29 mai 1300 cu Blanche, fiica regelui Franței, Filip al III-lea, și soră vitregă a regelui Filip al IV-lea. 
Mireasa și-a făcut intrarea în Viena de Crăciun în  același an, însoțită de o suită deosebit de fastuoasă. Înclinația ei spre lux, bijuterii și haine scumpe nu s-a schimbat nici mai târziu. În scurta căsătorie, Blanche a fost un sprijin important pentru soțul ei în ducatul Stiria, unde și-a exercitat puterea administrativă în absența temporară a lui Rudolf. În 1304 Agnes a născut un copil care a murit la naștere, iar un an mai târziu a murit și ea la Viena. Sarcofagul ei gotic a fost pierdut în 1784, rămășițele ei fiind reînhumate în Biserica minoriților din Viena.